# 齊利納
齐利纳（羅馬化：Tsilʹna）是俄罗斯乌里扬诺夫斯克州的市级镇，为该州齐利纳区第二大聚居地，也是该区唯一的一座市级镇。地处乌里扬诺夫斯克州北部，位于区行政中心大纳加特基诺村东北、州府乌里扬诺夫斯克西北方。连接州府乌里扬诺夫斯克与鞑靼斯坦共和国首府喀山的R241公路从该镇东侧经过。
该地2022年人口有3,544人；2010年人口4,119；2002年人口4,165；1989年人口4,720。